# Јевтимије Солунски
Преподобни Јевтимије Солунски или Јевтимије Нови је православни светитељ из 9. века.
Рођен је 823. године у месту Опсо, близу града Анкаре, у Галатији. По рођењу добио је име Никита. Родитељи су му били богати и веома побожни. У седмој години умро му је отац, због чега је морао по пунолетству да оде у војну службу. Као млад се замонашио на гори Олимп узевши име Јевтимије. Живео је једно време у манастиру Писадинона након тога одлази у пустињу, где је живео у усамљеничком молитвеном тиховању.
Након тога одлази у Свету Гору. Тамо је живо у највећим подвизима, као што су: свуноћно стајање на молитви, непрекидни пост, стална клечања, спавање на голој земљи, провођење времена у пештери без паљења огња. По повратку на Олимп, узима велику схиму
Неко време је ћивео на столпу који се налазио недалеко од Солуна. Затим се преселио у Врастаму на Атону. По повратку у Солун, где је на месту званом Перистера, поткрио темељ храма који је убрзо његовом иницијативом обновљен и посвећен светом апостолу Андреју.
Умро је 15. октобра 889. године.
Житије преподобног Јевтимија, саставио је архиепископ солунски Василије.
Православна црква прославља светог Јевтимија 15. октобра по јулијанском календару.